# Oxyporus subulatus
Oxyporus subulatus är en svampart som beskrevs av Ryvarden 1982. Oxyporus subulatus ingår i släktet Oxyporus, klassen Agaricomycetes, divisionen basidiesvampar och riket svampar.   Inga underarter finns listade i Catalogue of Life.